# Ahmadou Kourouma
Ahmadou Kourouma (Boundiali, 24 de noviembre de 1927 – Lyon, 11 de diciembre de 2003) fue un escritor marfileño de origen malinké, uno de los varios grupos étnicos presentes en diferentes países de África occidental. 

## Biografía
Ahmadou significa "guerrero" en el idioma malinké. Fue educado por uno de sus tíos y estudió en Bamako en Malí.
De 1911 a 1954 (durante la colonización francesa), se incorporó en la tirailleur sénégalais (la corporación del ejército francés compuesto por soldados reclutados en las colonias francesas en África Occidental) en Indochina, antes de trasladarse a Francia para estudiar matemáticas en Lyon. 
En 1960, después de la independencia de Costa de Marfil, regresó a vivir a su país de origen, pero no estaba conforme con el régimen del Presidente Félix Houphouët Boigny. 
Fue detenido pero logró partir al exilio, residiendo en varios países como Argelia desde 1964 hasta 1969,  Camerún, desde 1974 a 1984, o Togo, desde 1984 a 1994, antes de regresar a Costa de Marfil. 
En 1970, publicó su primera novela Les Soleils des indépendances (Los Soles de las independencias) que supone una mirada muy crítica con los gobiernos del final de la colonización. Veinte años más tarde, publicó su segundo libro Monnè, outrages et défis, donde retrata un período de la era colonial. 
En 1994, publica En attendant le vote des bêtes sauvages (Esperando el voto de las fieras), que narra la historia de un cazador de la "tribu de hombres desnudos" que se convierte en un dictador con el cual ganó el Prix du Livre Inter (premio literario creado en 1975, otorgado anualmente por la radio France Inter a las obras escritas en francés). 
En 2000, se publica Allah n'est pas obligé (publicado en español bajo el título "Alá no está obligado") que narra la historia de un niño maswiacht que, tras la muerte de su madre, parte a Liberia en busca de su tía y acaba por convertirse en un soldado. Con este libro ganó el premio Renaudot (importante premio literario francés creado en 1926 por periodistas y críticos literarios) y el premio Goncourt des Lycéens (premio de literatura francesa). 
En septiembre de 2002, estalló la guerra civil en Costa de Marfil, él dijo en ese momento "Una extravagancia que conducirá al caos", por lo cual fue acusado por los periódicos partidarios del Presidente Laurent Gbagbo de apoyar a los rebeldes del norte. 
Ahmadou Kourouma murió en 2003 en el momento en que estaba trabajando en la novela Quand on refuse on dit non (Cuando uno se niega dice no), una secuela de Allah n'est pas obligé. El libro fue editado después de su muerte. 
En 2004, la Feria Internacional del Libro creó el premio de Ahmadou Kourouma.

## Obras

### Novelas
- Esperando el voto de las fieras, El Aleph, Barcelona 2002
- Cuando uno rechaza dice no, Alpha Decay, Barcelona, 2005.
- Los soles de las independencias, Alpha Decay, Barcelona, 2005.

- Datos: Q401023